# Cratogeomys planiceps
Cratogeomys planiceps är en gnagare i familjen kindpåsråttor som förekommer i centrala Mexiko. Merriam beskrev samtidig en annan population som fick namnet Cratogeomys tylorhinus. Det är inte helt utrett om det är olika arter eller samma art.
Arten blir med svans 27 till 36 cm lång, svanslängden är 8 till 12,3 cm och den genomsnittliga vikten är 330 g för honor samt 460 g för hannar. Bakfötterna är 3,5 till 4,9 cm långa. Pälsen har på ovansidan en ockra till svart färg och undersidan är lite ljusare. På strupen har arten grå eller ljusbrun päls och bakfötterna kan vara brun eller vitaktig. Svansen är täckt av några glest fördelade hår. Liksom andra kindpåsråttor har Cratogeomys planiceps kindpåsar, kraftiga klor vid framtassarna och framtänder som är synliga när munnen är stängd.
Denna gnagare förekommer vid norra sluttningar av vulkanen Nevado de Toluca och i angränsande områden. Utbredningsområdet ligger 2500 till 3500 meter över havet. Arten vistas i blandskogar och i barrskogar med tall eller/och ek. Den besöker även jordbruksmark.
Individerna lever ensam när honan inte är brunstig. De gräver komplexa tunnelsystem med flera rum som används som förråd eller som sovplats. Arten äter olika växtdelar och den är känd som skadedjur på grönsaker. Honor föder oftast tvillingar.